# Optevoz
Optevoz település Franciaországban, Isère megyében. Lakosainak száma 877 fő (2022. január 1.). Optevoz Siccieu-Saint-Julien-et-Carisieu, Annoisin-Chatelans, Courtenay és Saint-Baudille-de-la-Tour községekkel határos.

## Népesség
A település népességének változása:
| Lakosok száma | 263  | 334  | 455  | 657  | 799  | 829  | 843  | 871  | 884  | 877  |
|               | 1968 | 1982 | 1990 | 2006 | 2013 | 2015 | 2017 | 2019 | 2020 | 2022 |